# Rustendelfde

Escudo de Rustenfelde.

Rustenfelde es un municipio de Turingia en el Distrito de Eichsfeld en Alemania, en Verwaltungsgemeinschaft Hanstein-Rusteberg.